# Šiauliai (district)
Šiauliai is een van de tien districten van Litouwen en ligt in het noorden van het land. De hoofdstad is het gelijknamige Šiauliai (129.036 inwoners).

## Bevolking
Volgens de Sovjetvolkstelling van 1970 leefden er 362.087 mensen in het district Šiauliai. Dit aantal nam langzaam toe en bereikte in 1989 een hoogtepunt met bijna 394.000 inwoners. Sindsdien daalt de bevolking in een rap tempo.
| aantal inwoners | 362.087 | 376.281 | 393.858 | 370.096 | 301.686 |

## Gemeenten
| Gemeente                     | Inwoners | Hoofdplaats    |
| ---------------------------- | -------- | -------------- |
| Akmenė                       | 30.300   | Naujoji Akmenė |
| Joniškis                     | 32.000   | Joniškis       |
| Kelmė                        | 40.900   | Kelmė          |
| Pakruojis                    | 29.500   | Pakruojis      |
| Radviliškis                  | 52.200   | Radviliškis    |
| Šiauliai (stadsgemeente)     | 134.000  | Šiauliai       |
| Šiauliai (districtsgemeente) | 51.600   | Šiauliai       |

Alytus · Kaunas · Klaipėda · Marijampolė · Panevėžys · Šiauliai · Tauragė · Telšiai · Utena · Vilnius